# Pénestin
Pénestin [penetɛ̃] est une commune française située dans le département du Morbihan, en région Bretagne.

## Géographie

### Localisation
| - Carte de la commune de Pénestin dans son environnement géographique. |

| Pen-Lan (Billiers) Océan Atlantique (Estuaire de la Vilaine) | Billiers La Vilaine | Arzal La Vilaine           |
| Océan Atlantique                                             | Pénestin            | Camoël                     |
| Océan Atlantique                                             | Pont-Mahé (Assérac) | Assérac (Loire-Atlantique) |

La commune de Pénestin forme une pointe entre l'estuaire de la Vilaine au nord et la baie de Pont-Mahé au sud, la commune fait partie de la presqu'île guérandaise. Les principales activités sont le tourisme et la mytiliculture (élevage des moules).
Avec ses 25 kilomètres de littoral, Pénestin est la commune le plus au sud du Morbihan. Sa superficie est de 2 169 hectares et le point culminant est Berniguet (35 mètres).
Pénestin se situe sur la côte atlantique bretonne, à l'embouchure de la Vilaine. La situation géographique de Pénestin et la qualité de sa desserte la rendent facilement accessible depuis les agglomérations de Nantes et de Rennes.

### Géologie et relief

Carte géologique simplifiée du Massif armoricain.

La commune est située dans le domaine varisque sud-armoricain qui est un témoin de l'orogenèse hercynienne. 
Elle est située sur une formation sédimentaire meuble reposant en discordance sur les micaschistes et les gneiss du socle briovérien,. Cette formation sédimentaire, appelée « formation de Pénestin », correspond à des dépôts éocènes, argileux, bariolés, peu épais, suivis d'une formation plio-quaternaire représentée par des sables jaunes et des cailloutis rouges reposant sur une dalle conglomératique ferruginisée. Viennent ensuite des couches ocracées, des cailloutis colorés à patine brun-rouge, des limons beiges, les faciès argileux présentant des caractères périglaciaires (pingos, coins de glace).
La plage de la Mine d'Or est un site classé depuis 1989 : la falaise qui la surplombe constitue un site géologique d'intérêt international, pour son estuaire de fleuve fossile.
Les falaises friables sont attaquées par l'érosion côtière dont les causes sont naturelles, à la fois marines et continentales (suintements d'eau douce, ruissellements d'eau de pluie de parcelles agricoles). Cette érosion se manifeste par un recul différentiel du trait de falaise qui peut atteindre 0,6 m/an au niveau de la plage de la Mine d'Or (26 m en 50 ans). D'autres formes d'érosion plus spectaculaires sont observables : couloirs de ravinement et éboulements rocheux, telle la chute d'un blockhaus du mur de l'Atlantique à la Pointe du Bile le 14 mai 2021.
| - Carte topographique de la commune de Pénestin. |

### Hydrographie
Pour un article plus général, voir Réseau hydrographique du Morbihan.
La commune est située dans le bassin Loire-Bretagne. Elle est drainée par l'étier de Pont Mahé, l'étier du foy, l'étier de Tréhudal et divers autres petits cours d'eau,.

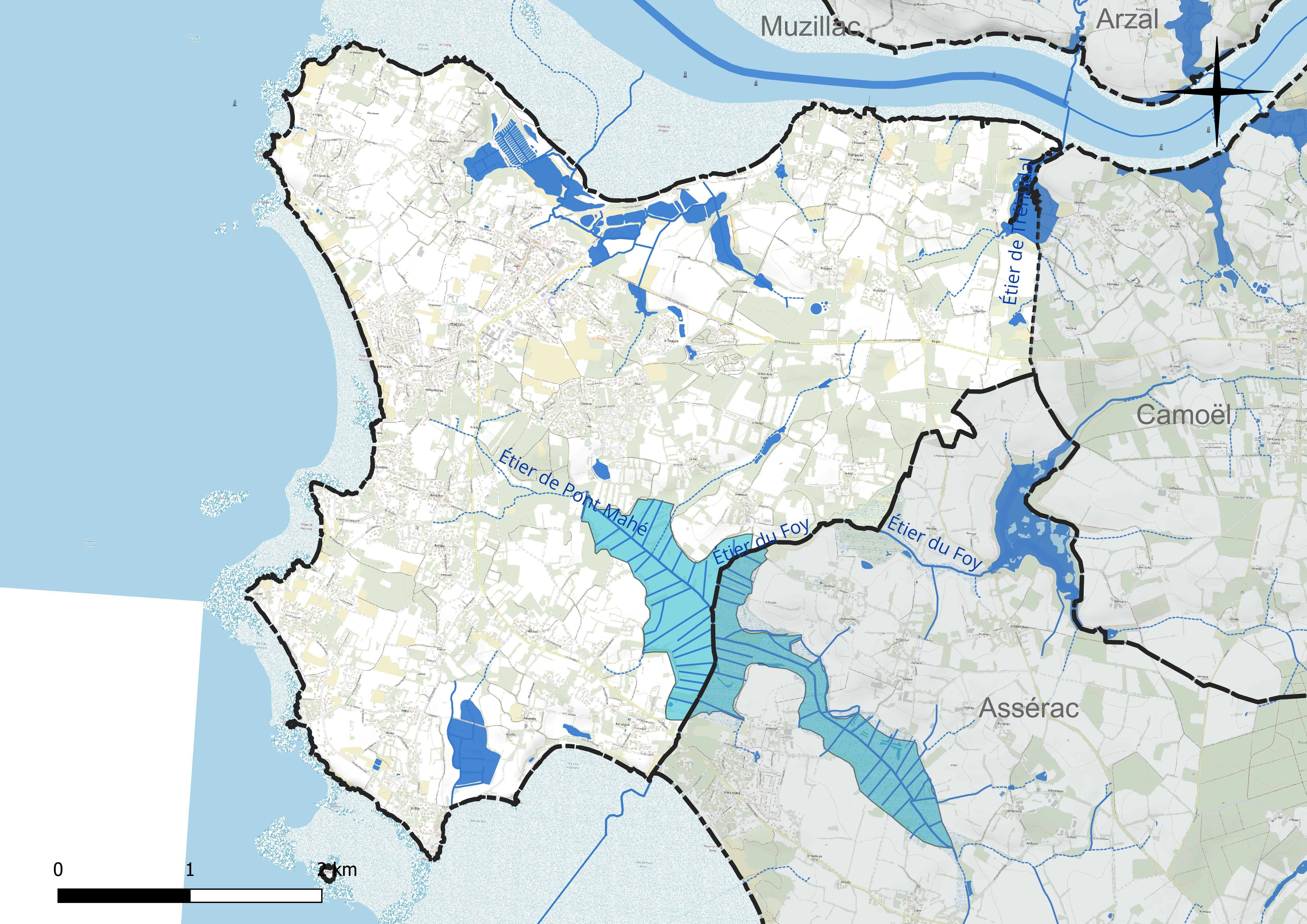
Réseau hydrographique de Pénestin.

### Climat
Pour des articles plus généraux, voir Climat de la Bretagne et Climat du Morbihan.
En 2010, le climat de la commune est de type climat méditerranéen altéré, selon une étude du CNRS s'appuyant sur une série de données couvrant la période 1971-2000. En 2020, Météo-France publie une typologie des climats de la France métropolitaine dans laquelle la commune est exposée à un climat océanique et est dans la région climatique  Bretagne orientale et méridionale, Pays nantais, Vendée, caractérisée par une faible pluviométrie en été et une bonne insolation. Parallèlement l'observatoire de l'environnement en Bretagne publie en 2020 un zonage climatique de la région Bretagne, s'appuyant sur des données de Météo-France de 2009. La commune est, selon ce zonage, dans la zone « Littoral doux », exposée à un climat venté avec des étés cléments.  
Pour la période 1971-2000, la température annuelle moyenne est de 12,2 °C, avec une amplitude thermique annuelle de 12,4 °C. Le cumul annuel moyen de précipitations est de 762 mm, avec 12,2 jours de précipitations en janvier et 6,1 jours en juillet. Pour la période 1991-2020, la température moyenne annuelle observée sur la station météorologique la plus proche, située sur la commune de Billiers à 6 km à vol d'oiseau, est de 12,4 °C et le cumul annuel moyen de précipitations est de 839,9 mm,. Pour l'avenir, les paramètres climatiques de la commune estimés pour 2050 selon différents scénarios d’émission de gaz à effet de serre sont consultables sur un site dédié publié par Météo-France en novembre 2022.

### Milieux naturels et biodiversité

#### Le littoral

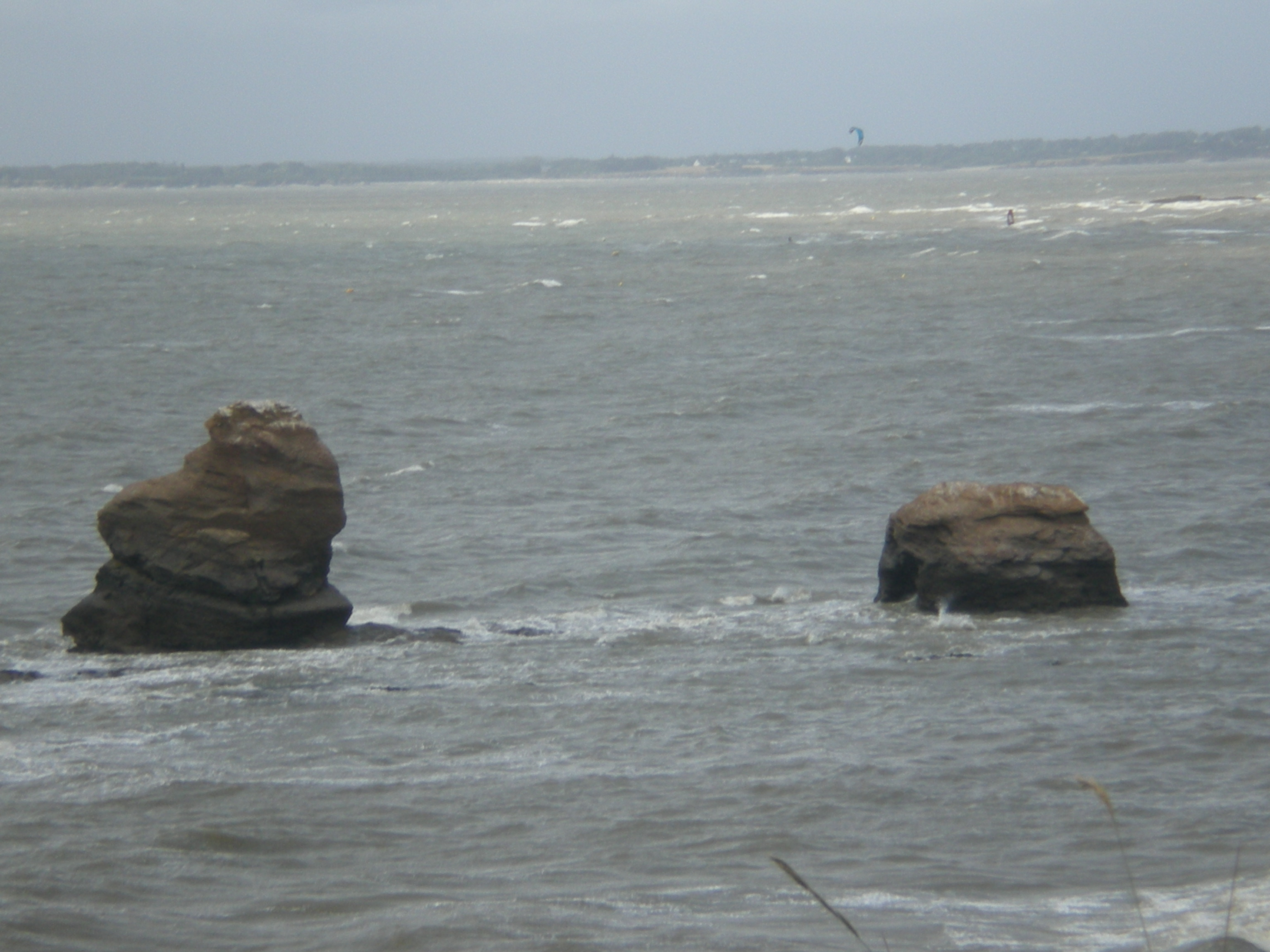
Les « trois Demoiselles », dont il ne reste que deux pitons.
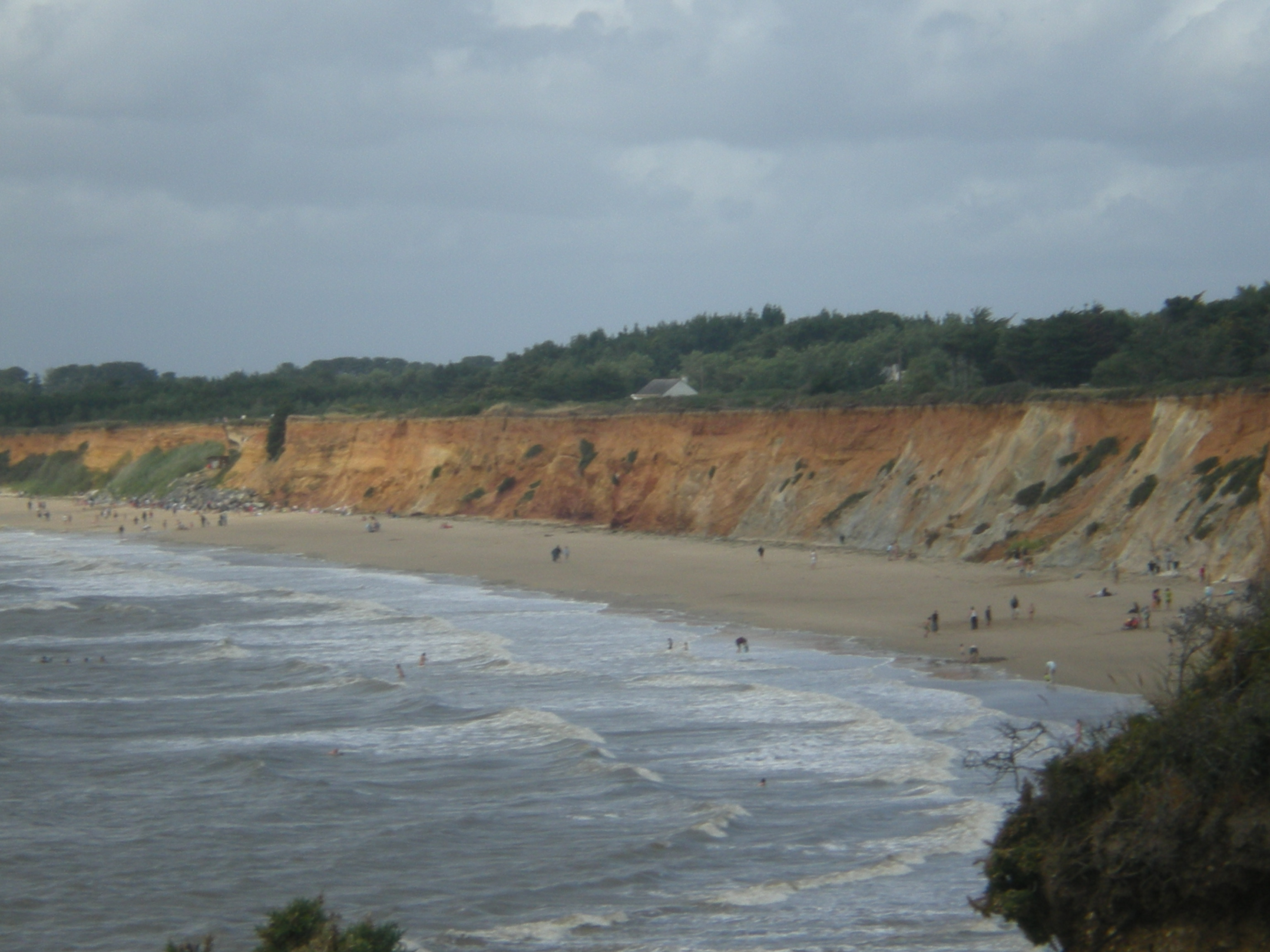
La plage de la Mine d'Or et ses falaises, vestiges du Massif armoricain.
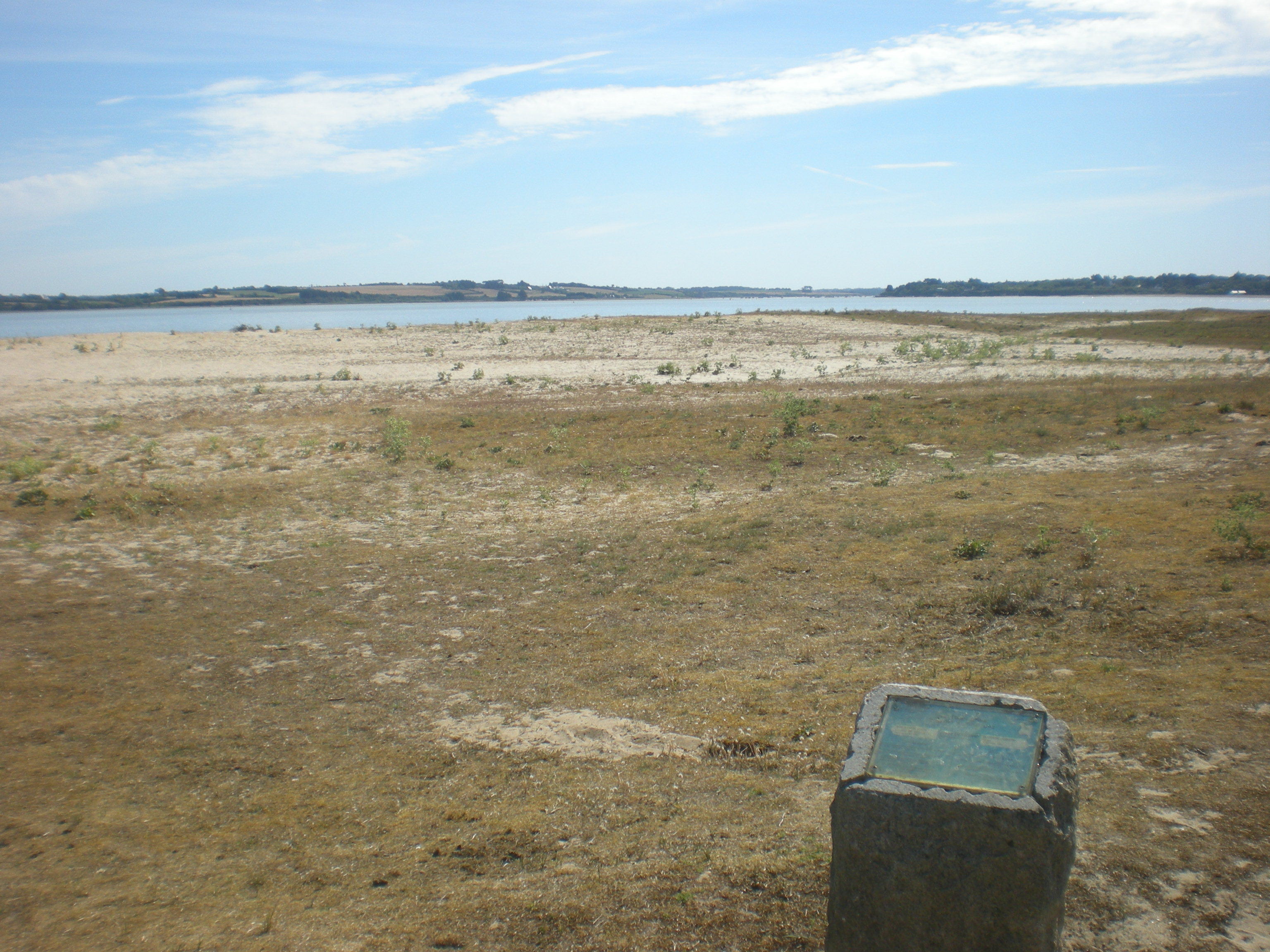
Les dunes de Ménard.
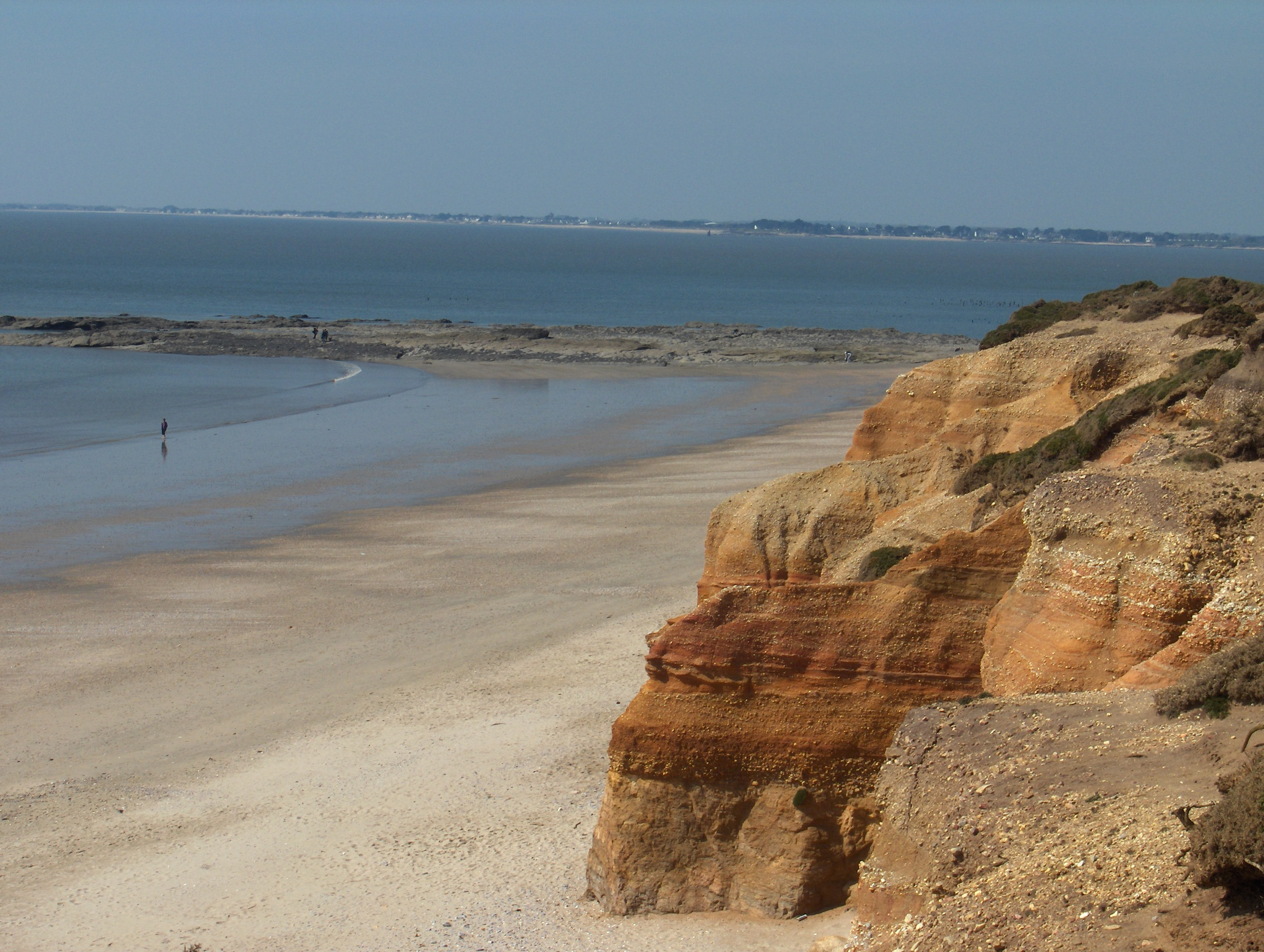
Plage du Lomer.
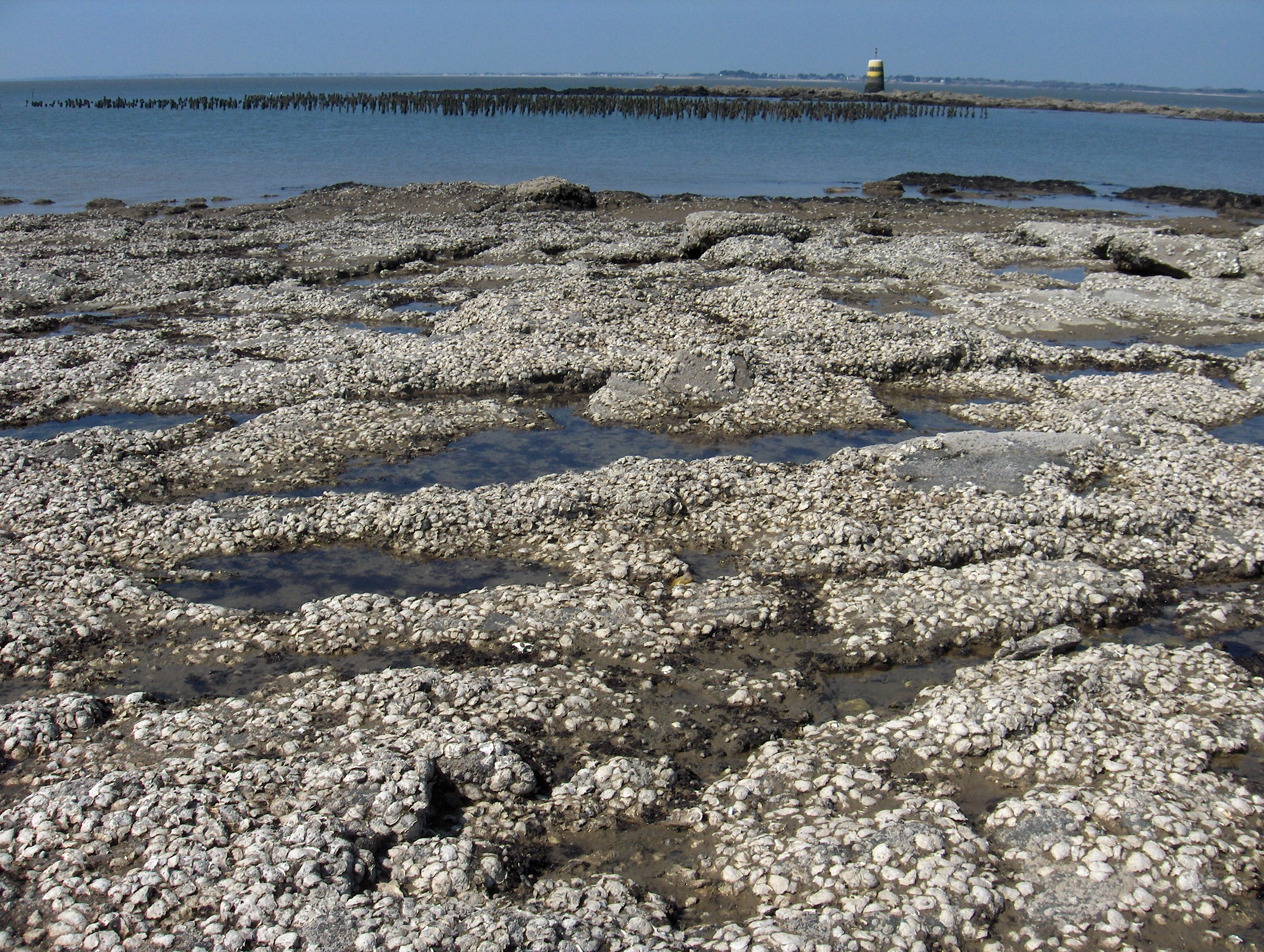
Champs mytilicoles depuis la plage de la Mine d'Or.
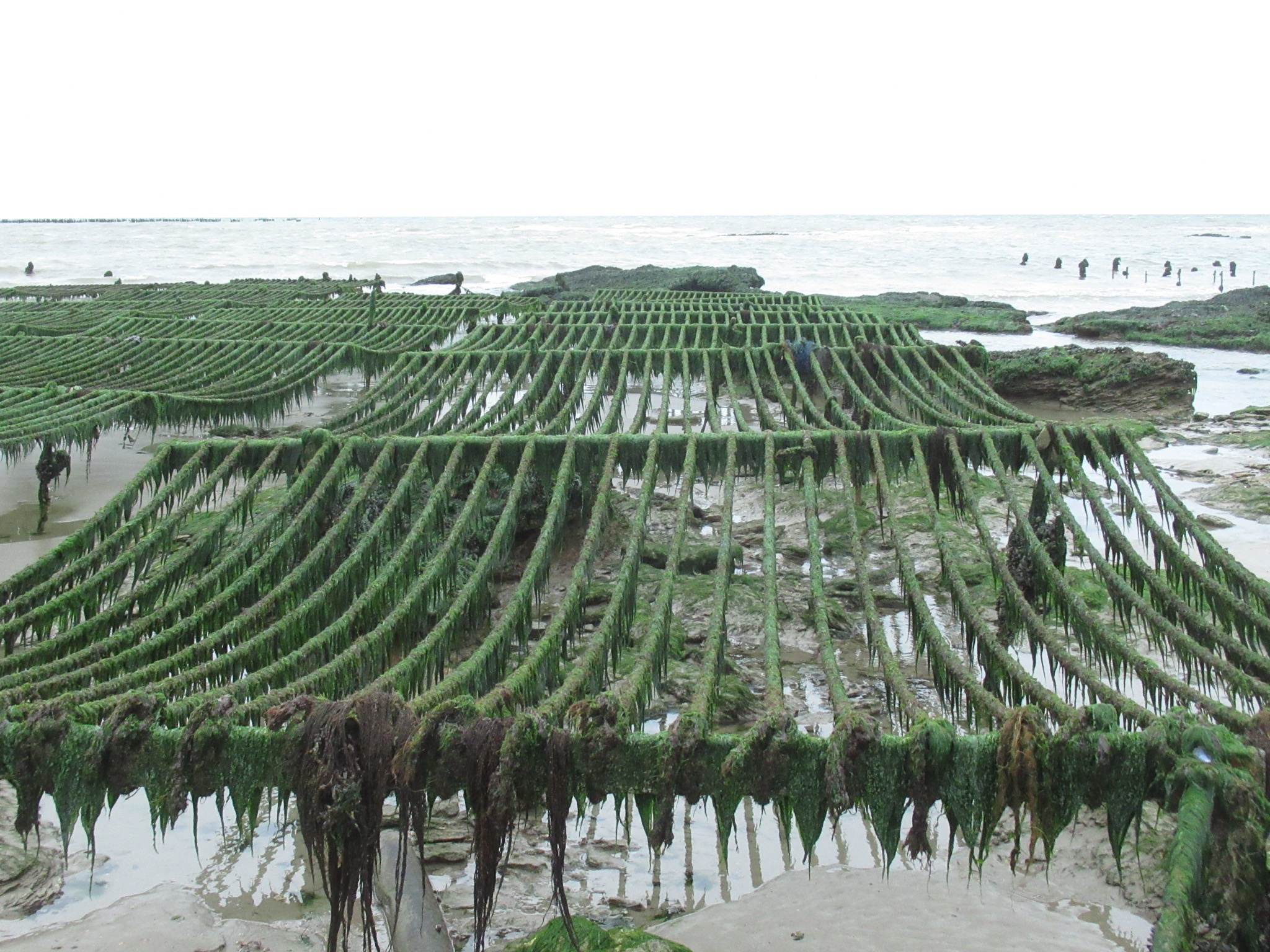
Exploitation mytilicole sur la plage de Loscolo.
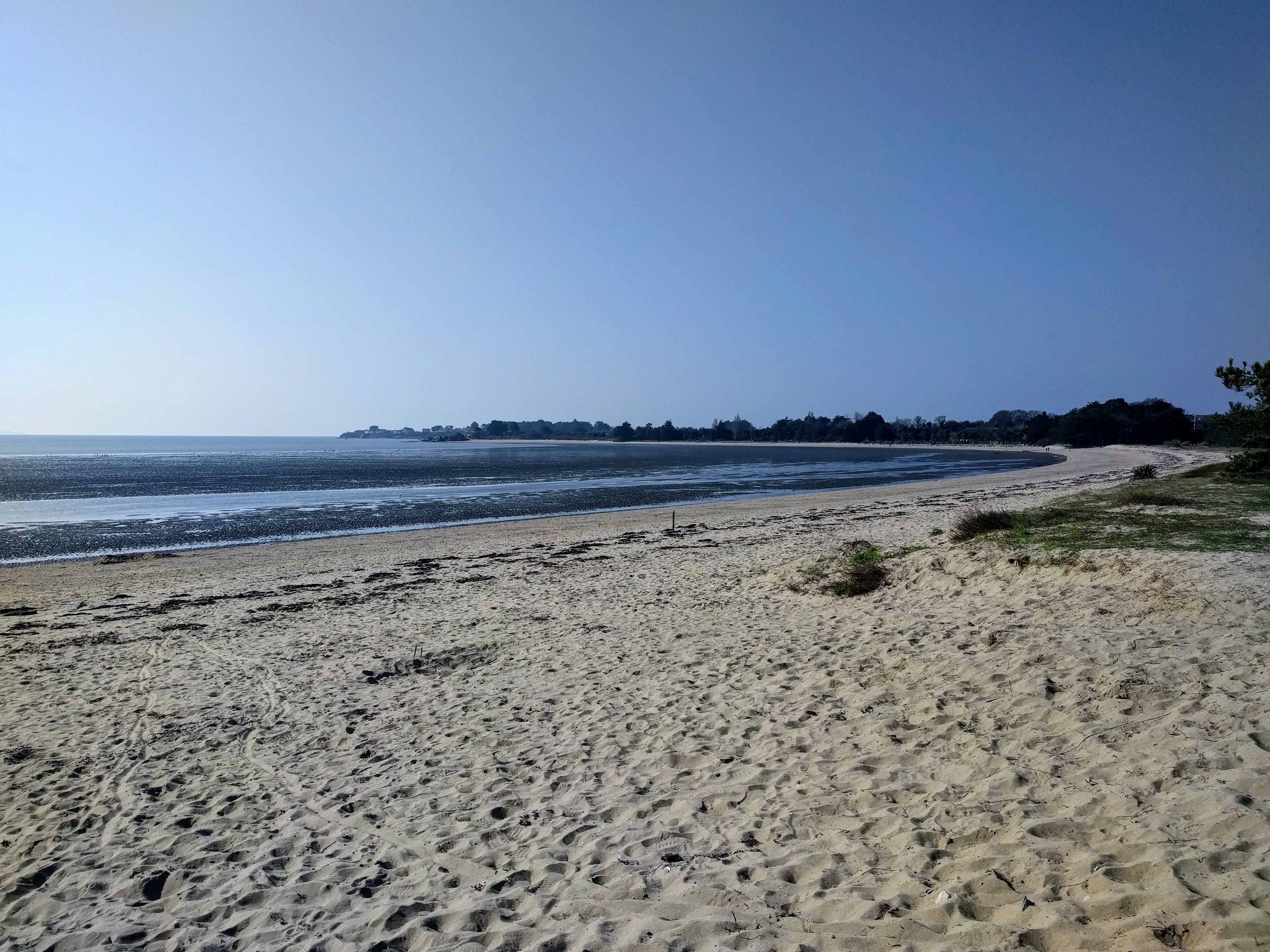
Plage du Palandrin au Nord de la baie de Pont-Mahé[Note 4].

## Urbanisme

### Typologie
Au 1er janvier 2024, Pénestin est catégorisée commune rurale à habitat dispersé, selon la nouvelle grille communale de densité à sept niveaux définie par l'Insee en 2022.
Elle est située hors unité urbaine et hors attraction des villes,.
La commune, bordée par l'océan Atlantique, est également une commune littorale au sens de la loi du 3 janvier 1986, dite loi littoral. Des dispositions spécifiques d’urbanisme s’y appliquent dès lors afin de préserver les espaces naturels, les sites, les paysages et l’équilibre écologique du littoral, tel le principe d'inconstructibilité, en dehors des espaces urbanisés, sur la bande littorale des 100 mètres, ou plus si le plan local d’urbanisme le prévoit.

### Occupation des sols

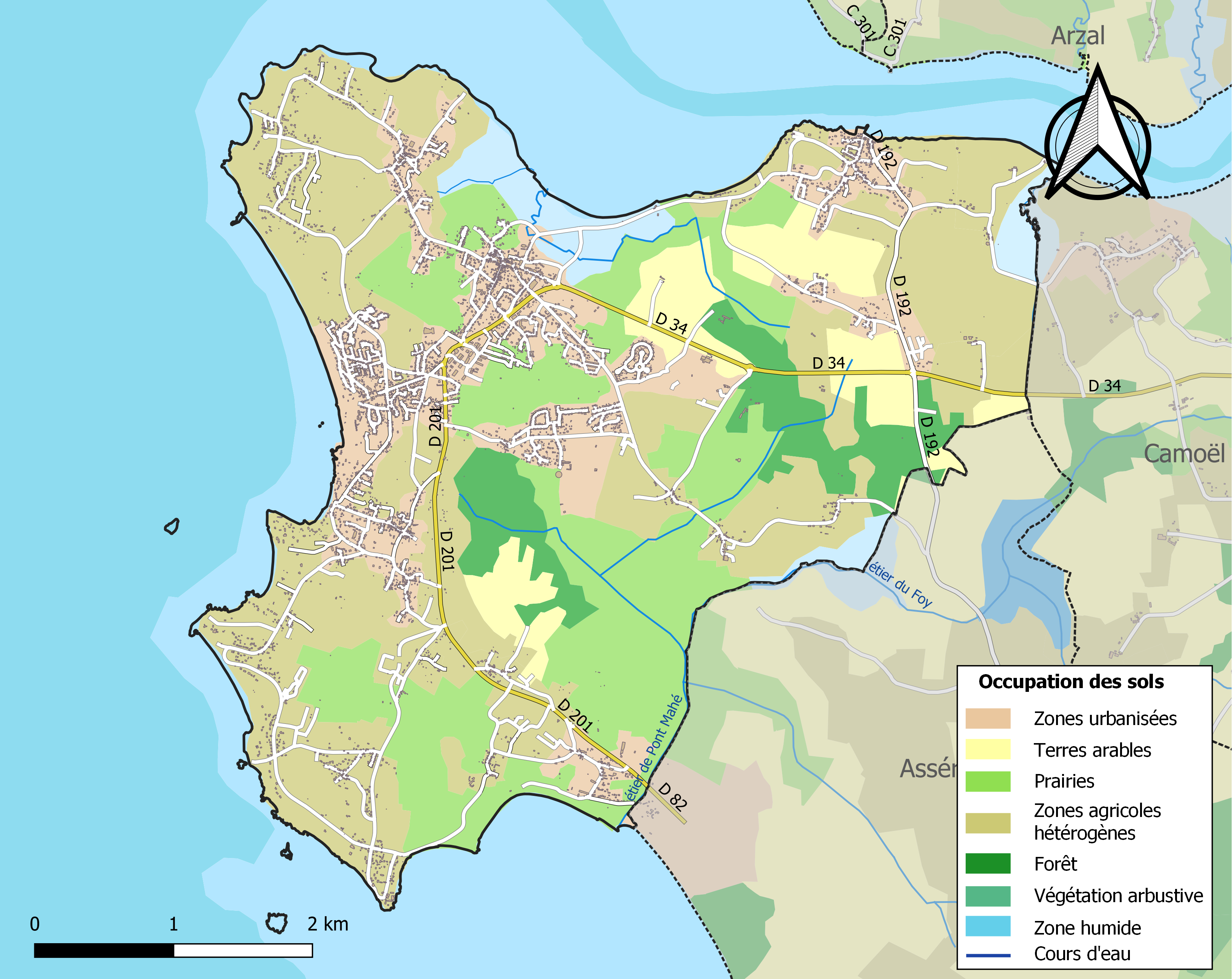
Carte des infrastructures et de l'occupation des sols de la commune en 2018 (CLC).

Le tableau ci-dessous présente l'occupation des sols de la commune en 2018, telle qu'elle ressort de la base de données européenne d’occupation biophysique des sols Corine Land Cover (CLC).
| Type d’occupation                                                                   | Pourcentage | Superficie (en hectares) |
| ----------------------------------------------------------------------------------- | ----------- | ------------------------ |
| Tissu urbain discontinu                                                             | 18,3 %      | 388                      |
| Terres arables hors périmètres d'irrigation                                         | 7,9 %       | 167                      |
| Prairies et autres surfaces toujours en herbe                                       | 22,3 %      | 474                      |
| Systèmes culturaux et parcellaires complexes                                        | 32,8 %      | 697                      |
| Surfaces essentiellement agricoles interrompues par des espaces naturels importants | 8,7 %       | 184                      |
| Forêts de feuillus                                                                  | 6,7 %       | 143                      |
| Marais intérieurs                                                                   | 1,7 %       | 37                       |
| Marais maritimes                                                                    | 0,7 %       | 15                       |
| Zones intertidales                                                                  | 0,9 %       | 19                       |
| Source : Corine Land Cover                                                          |             |                          |

### Habitat
La commune de Penestin est aussi réputée pour le nombre de ses contentieux d'urbanisme. En effet, comme la plupart des communes du littoral, elle subit une forte pression immobilière. Deux tiers des résidences sont des résidences secondaires. Le nouveau PLU (plan local d'urbanisme) a été annulé le 30 décembre 2008 car ne respectant pas la loi littoral. En 2020 la commune de Pénestin compte 2 162 électeurs inscrits pour une population légale de 1 946 habitants, en raison de l'inscription sur les listes électorales de nombreux résidents secondaires (plus de 70 % des logements sont des résidences secondaires). Pénestin est, après Arzon (77,2%), Damgan (74,1%) et Carnac (71,4%) la commune du Morbihan ayant le plus fort taux de résidences secondaires (71,1 %) en 2019 selon l'INSEE.
En 2019 on recensait 3 817 logements à Pénestin. 1 055 logements étaient des résidences principales (27,6 %), 2 714 logements des résidences secondaires (71,1 %) et 47 des logements vacants (1,2 %). Sur ces 3 817 logements 3 175 logements étaient des maisons (83,2 %) contre 198 logements des appartements (5,2 %). Le tableau ci-dessous présente la répartition en catégories et types de logements à Pénestin en 2019 en comparaison avec celles du Morbihan et de la France entière.
|                                                         | Pénestin | Morbihan | France entière |
| ------------------------------------------------------- | -------- | -------- | -------------- |
| Résidences principales (en %)                           | 27,6     | 74,9     | 82,1           |
| Résidences secondaires et logements occasionnels (en %) | 71,1     | 17,9     | 9,8            |
| Logements vacants (en %)                                | 1,2      | 16,2     | 8,1            |

## Toponymie
Le nom de la localité est attesté sous les formes Penestin en 1557, 1565 et 1630, et Pennetin en 1779.
Traditionnellement, les toponymistes proposent que Pénestin est composé du breton penn (tête, bout, extrémité), et de staen (étain). Cette hypothèse fondée sur la géologie se base sur les observations et prospections des géologues faites sur les sables littoraux stannifères de la plage de la Mine d'Or. Cependant, il s'agit plus probablement d'un anthropotoponyme composé du breton penn et Gestin, ce dernier terme étant issu d'une personne nommée Justinus en latin, nom devenu Iestin puis Gestin en breton.
Pénétin en gallo.

## Histoire

### Époque moderne
Ancienne trève de la paroisse d'Assérac, la paroisse de Pénestin est créée en 1767. Elle est composée des frairies du bourg, de l'Armor et de Tréhiguier.

### Révolution française
Incluse dans la châtellenie d'Assérac, et anciennement rattachée à la sénéchaussée de Guérande (ou de Campsillon) jusqu'à la Révolution Française, la commune est créée en 1790.
Bien qu'alors rattachées à l’évêché de Nantes, Pénestin, Camoël et Férel seront incluses dans le département du Morbihan.

### XIXesiècle
Du breton au français
En 1806, selon la recherche de Charles Coquebert de Montbret mandaté par Napoléon pour définir la frontière linguistique entre le français et le breton, la commune de Pénestin était bretonnante et faisait face à Herbignac, commune de langue française.
 En 1843, selon le dictionnaire d'Ogée, la commune est devenue francophone.

### XXIesiècle
En 2018, 240 m2 de panneaux solaires ont été installés sur les toits du centre technique communal ; ils fournissent l'électricité à une quinzaine d'artisans et à une cinquantaine d'habitants du voisinage.

## Politique et administration

### Découpage territorial
La commune se trouve dans l'arrondissement de Vannes du département du Morbihan.

#### Commune et intercommunalités
La commune est membre de la communauté d'agglomération de la Presqu'île de Guérande Atlantique.

#### Circonscriptions administratives
La commune est rattachée au canton de Muzillac.

#### Circonscriptions électorales
Pour l'élection des députés, la commune fait partie de la quatrième circonscription du Morbihan.

## Population et société

### Démographie
L'évolution du nombre d'habitants est connue à travers les recensements de la population effectués dans la commune depuis 1793. Pour les communes de moins de 10 000 habitants, une enquête de recensement portant sur toute la population est réalisée tous les cinq ans, les populations de référence des années intermédiaires étant quant à elles estimées par interpolation ou extrapolation. Pour la commune, le premier recensement exhaustif entrant dans le cadre du nouveau dispositif a été réalisé en 2008.

En 2022, la commune comptait 2 057 habitants, en évolution de +9,53 % par rapport à 2016 (Morbihan : +3,82 %, France hors Mayotte : +2,11 %).
| 1793  | 1800  | 1806  | 1821  | 1831  | 1836  | 1841  | 1846  | 1851  |
| ----- | ----- | ----- | ----- | ----- | ----- | ----- | ----- | ----- |
| 1 333 | 1 351 | 1 330 | 1 186 | 1 392 | 1 454 | 1 405 | 1 521 | 1 590 |

| 1856  | 1861  | 1866  | 1872  | 1876  | 1881  | 1886  | 1891  | 1896  |
| ----- | ----- | ----- | ----- | ----- | ----- | ----- | ----- | ----- |
| 1 550 | 1 622 | 1 698 | 1 565 | 1 493 | 1 531 | 1 444 | 1 408 | 1 358 |

| 1901  | 1906  | 1911  | 1921  | 1926  | 1931  | 1936  | 1946  | 1954  |
| ----- | ----- | ----- | ----- | ----- | ----- | ----- | ----- | ----- |
| 1 408 | 1 470 | 1 430 | 1 280 | 1 237 | 1 132 | 1 135 | 1 093 | 1 118 |

| 1962  | 1968  | 1975  | 1982  | 1990  | 1999  | 2006  | 2008  | 2013  |
| ----- | ----- | ----- | ----- | ----- | ----- | ----- | ----- | ----- |
| 1 031 | 1 078 | 1 192 | 1 299 | 1 394 | 1 527 | 1 777 | 1 849 | 1 790 |

| 2018  | 2022  | - | - | - | - | - | - | - |
| ----- | ----- | - | - | - | - | - | - | - |
| 2 014 | 2 057 | - | - | - | - | - | - | - |

## Culture et patrimoine
Avec la ville de Pénestin, l'historienne Jeanine Le Bihan a créé en 2013 un circuit d’interprétation qui permet de découvrir le patrimoine du bourg.

### Lieux et monuments

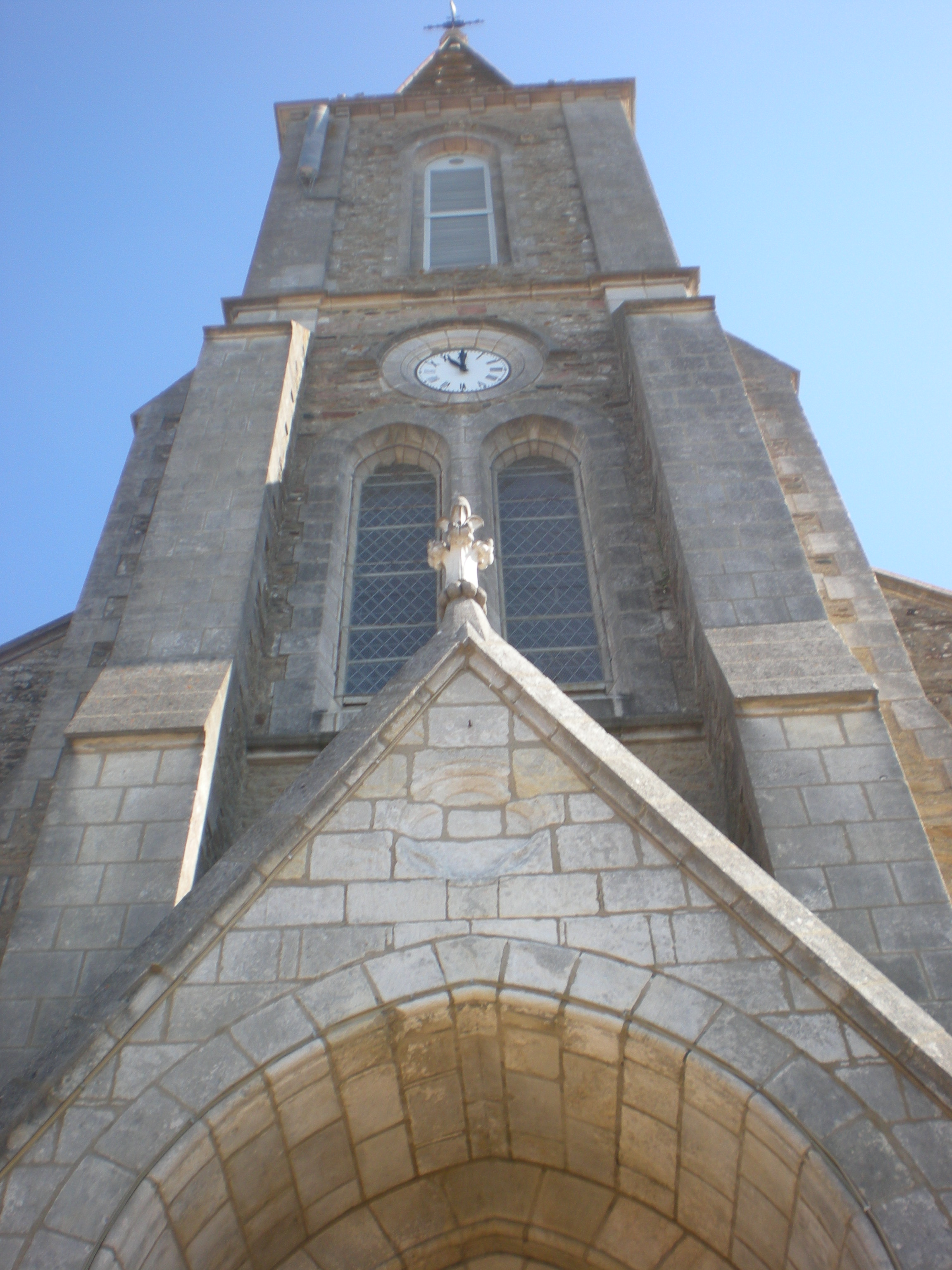
Façade ouest de l'église Saint-Gildas (XIXe siècle)
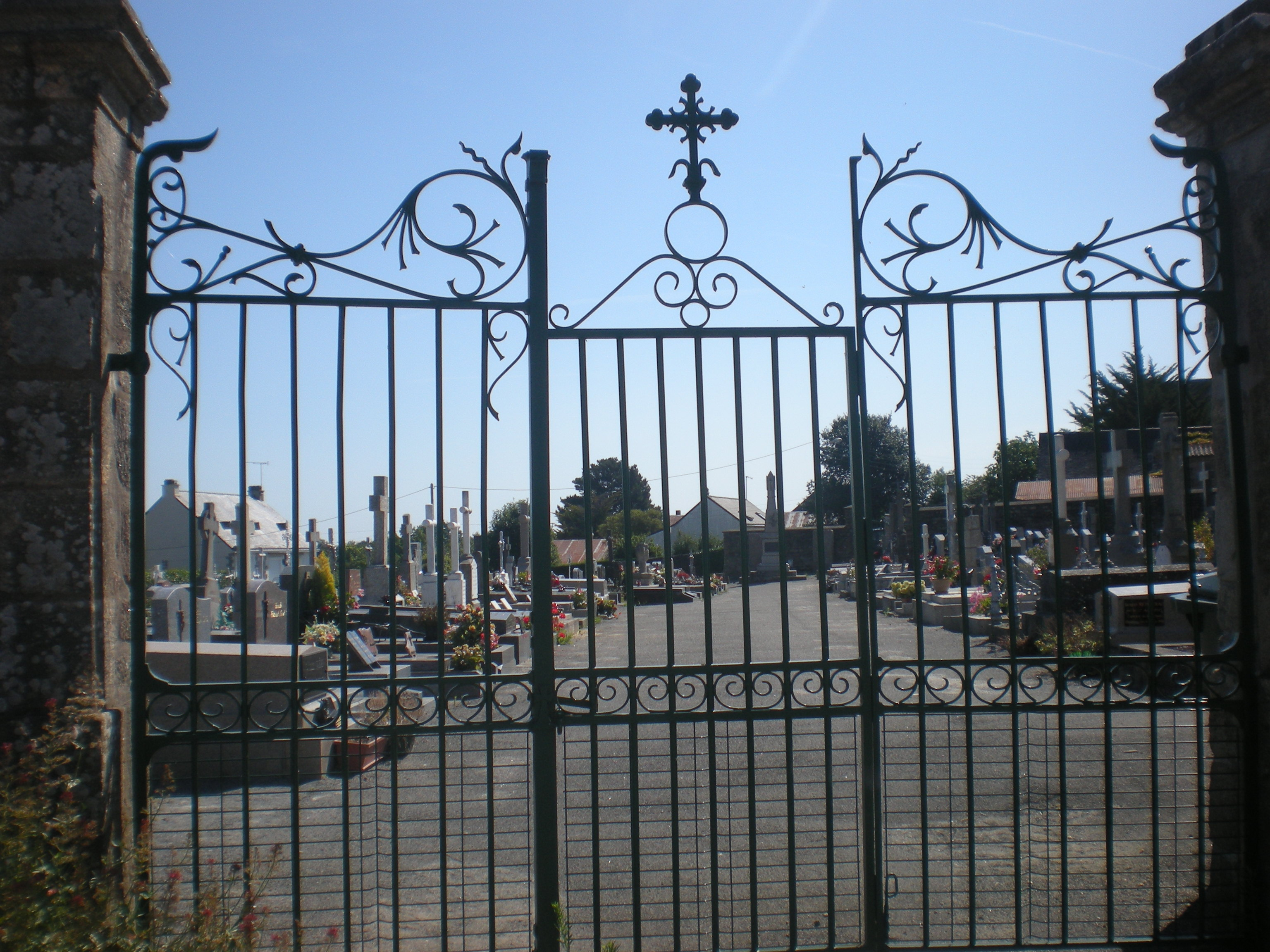
Le cimetière, ancien site de l'église paroissiale

- Pénestin
  - L'église Saint-Gildas (XIXe siècle) : construite puis consacrée en 1880, cette église, édifiée dans le style néogothique, remplace une église plus ancienne qui se trouvait dans le cimetière actuel. Inaugurée dans un pré dit « Billy », l'édifice possède quelques statues dont l'une représente saint Gildas, le patron de la commune. Les chapiteaux situés sur les piliers de la nef représentent des motifs de fleurs et les vitraux représentent la vie du Christ ou celle de saint Gildas. Chaque bras du transept contient un autel en bois du XIXe siècle. Le bas du mur du chœur est lambrissé.
  - Le cimetière : situé au centre du bourg, il était autrefois composé de l'ancienne église communale, construite avant le XVIIIe siècle et détruite faute de places. Les deux pierres tombales des deux bienfaiteurs de la paroisse, Duchesne et Haumont-Desprès, sont les seuls vestiges de l'ancien lieu de culte.
  - Le calvaire : situé à l'angle des rues du Calvaire et Jacques-Prévert, il fut réalisé au XIXe siècle. Sur celui-ci est représenté le Christ crucifié avec un serpent à ses pieds.

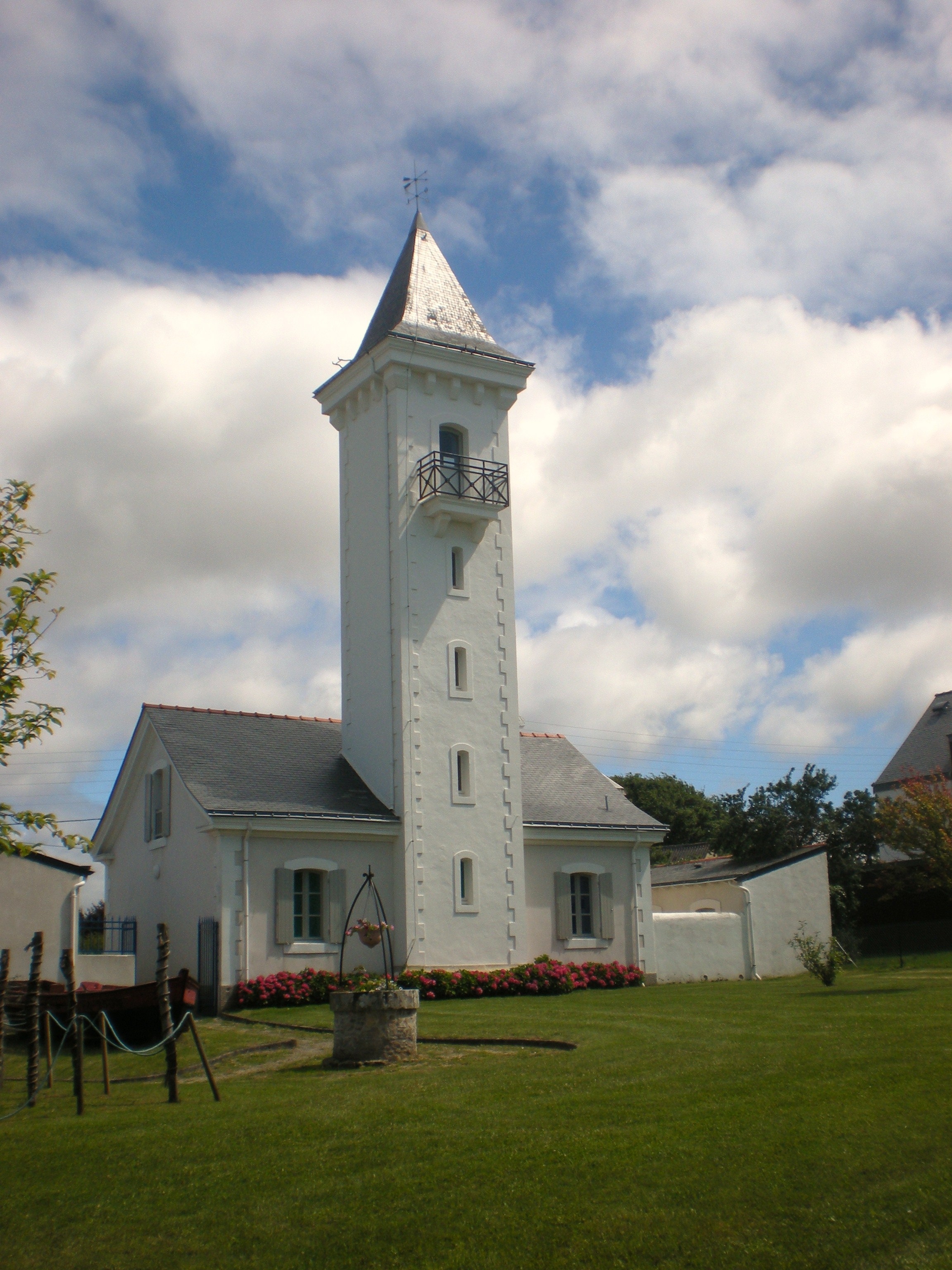
La maison de la Mytiliculture, installée dans le phare de Tréhiguier.
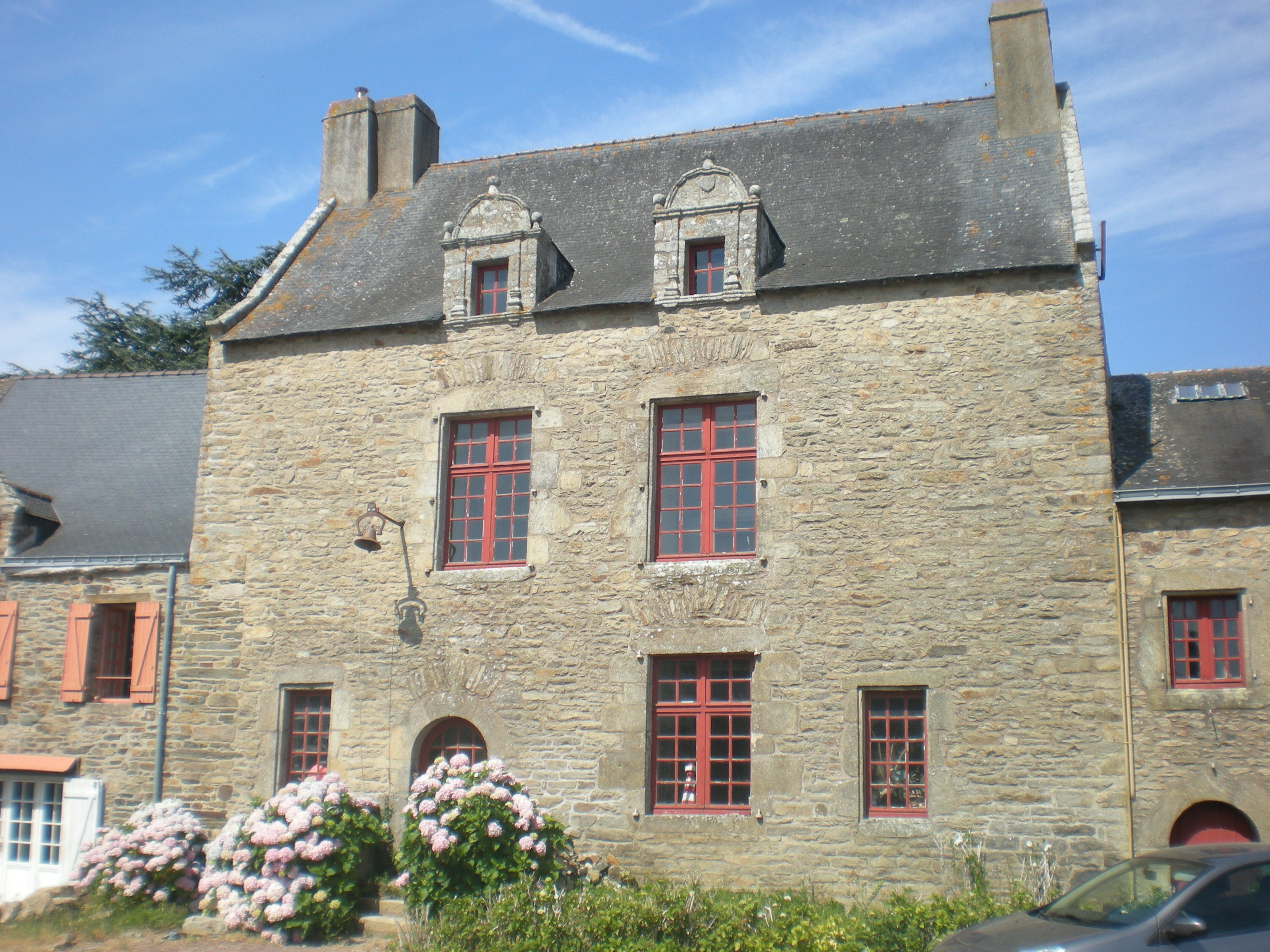
Le manoir de Tréhiguier (XVIIe siècle), situé rue du Port, à proximité du port.
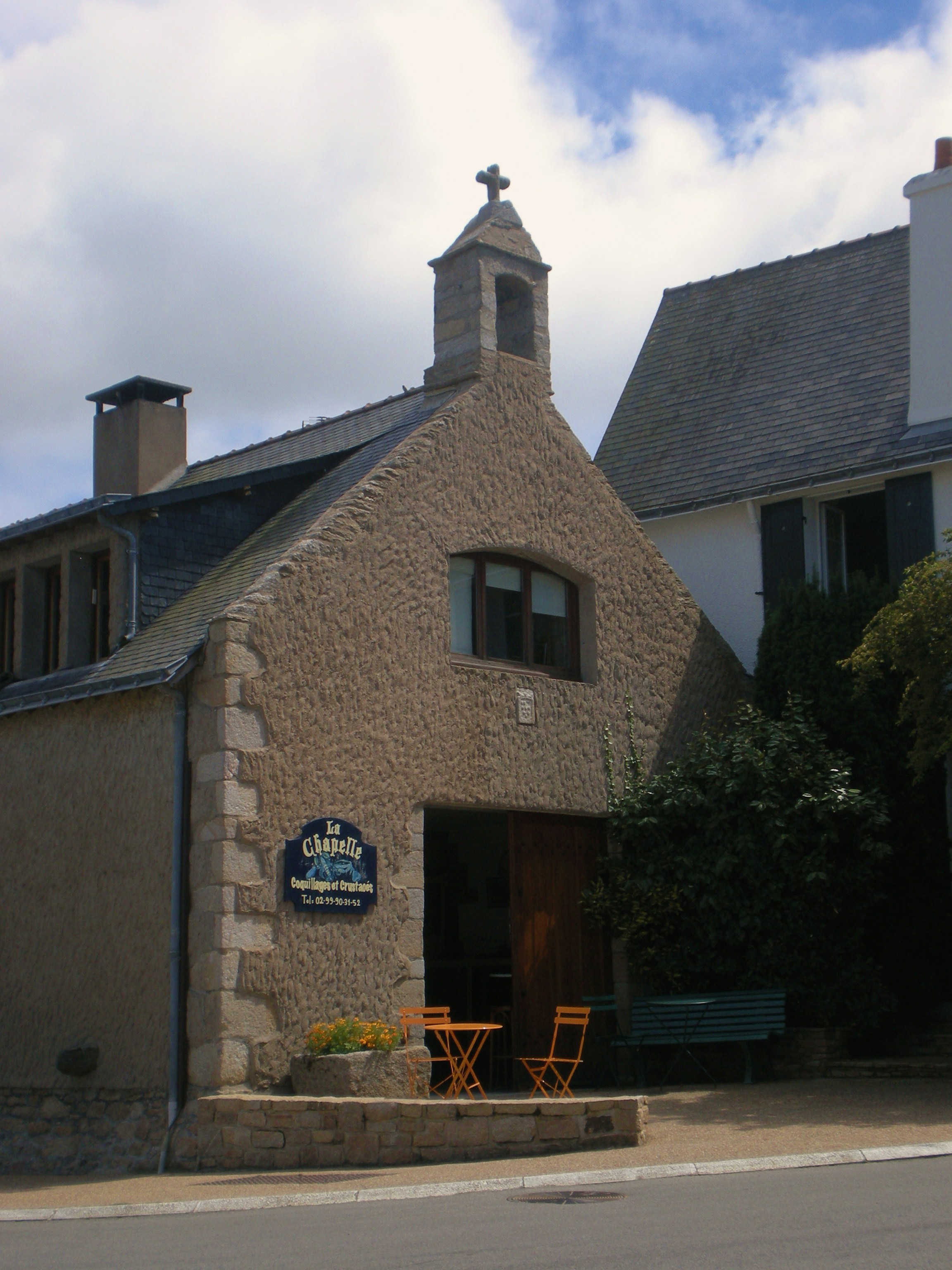
L'ancienne chapelle Saint-Yves
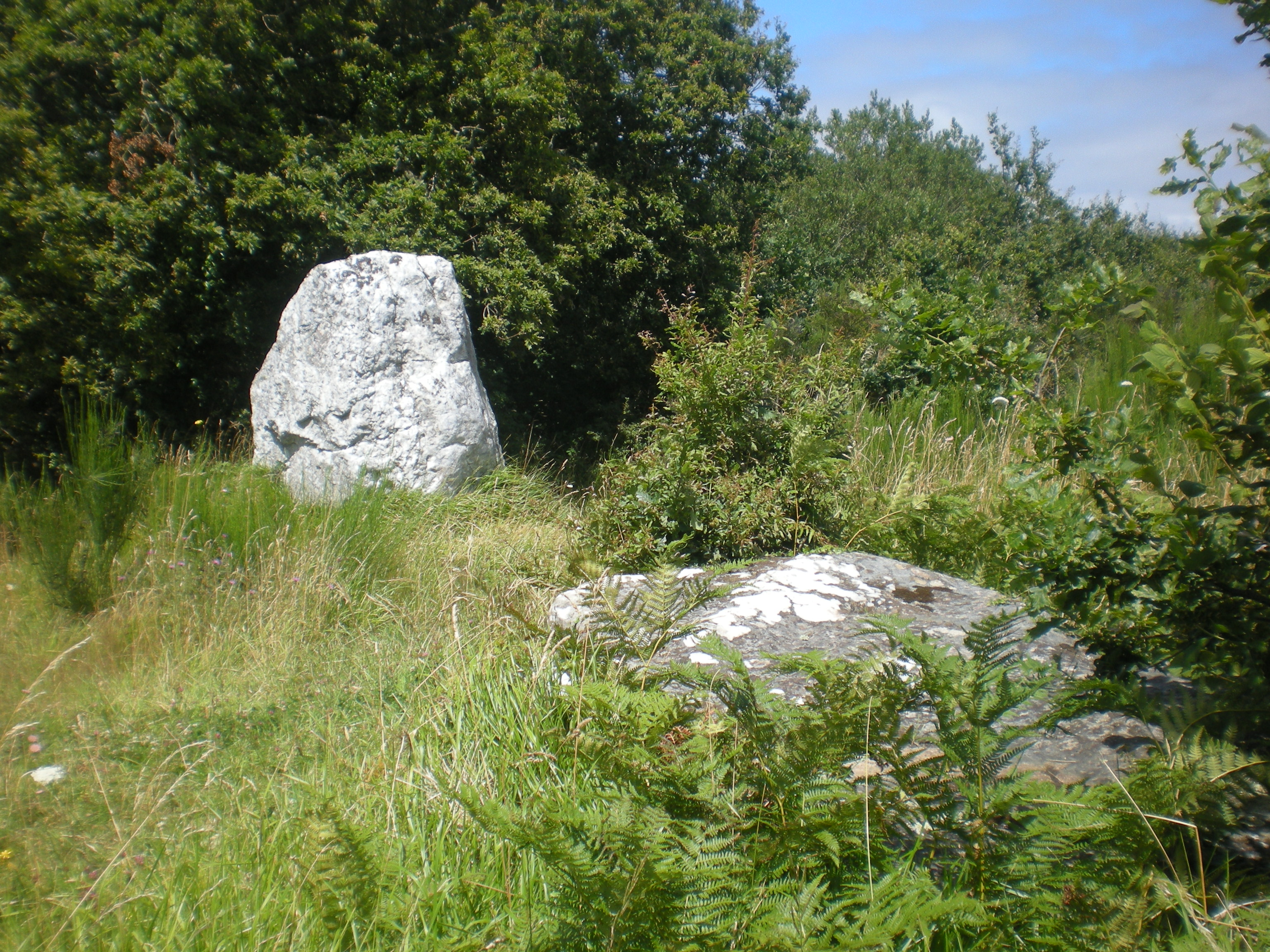
La pierre Blanche, à la pointe du Scal, à l'ouest de Tréhiguier.

- Tréhiguier
  - Le phare de Tréhiguier : construit en 1881 et mis en service l'année suivante, le phare de Tréhiguier était un phare d'alignement qui servait, avec le phare du Scal, à indiquer le chemin à suivre pour les navigateurs à travers la Vilaine. Il cessa de fonctionner en 1989, à cause de la construction du barrage d'Arzal, en amont du fleuve, qui accentua l'envasement de l'estuaire et déplaça le chenal maritime. Depuis 1995, il abrite la Maison de la Mytiliculture, un musée sur la culture des moules de bouchot.
  - L'ancienne chapelle Saint-Yves : Cette chapelle, bénite en 1783, fut vendue à la Révolution. Elle abrite aujourd'hui une poissonnerie.
  - La Pierre Blanche : le menhir dit « de la Pierre Blanche » situé à la pointe du Scal, en bordure de la Vilaine, près de Tréhiguier. Haut de près de quatre mètres, il est entièrement réalisé en quartz blanc. À quelques mètres gît une table de couverture en granite, vestige architectural de la présence d'un dolmen dont la table mesurait 4 m de longueur.
  - Le manoir de Tréhiguier : cette bâtisse se situe sur le port de Tréhiguier, à côté de l'ancienne chapelle. Ce modèle, typique du XVIIe siècle, est très répandu en Bretagne surtout en Basse-Bretagne.
  - Tapisserie classée monument historique, située dans une maison du clos du Cocqueret[46].

- Poudrantais

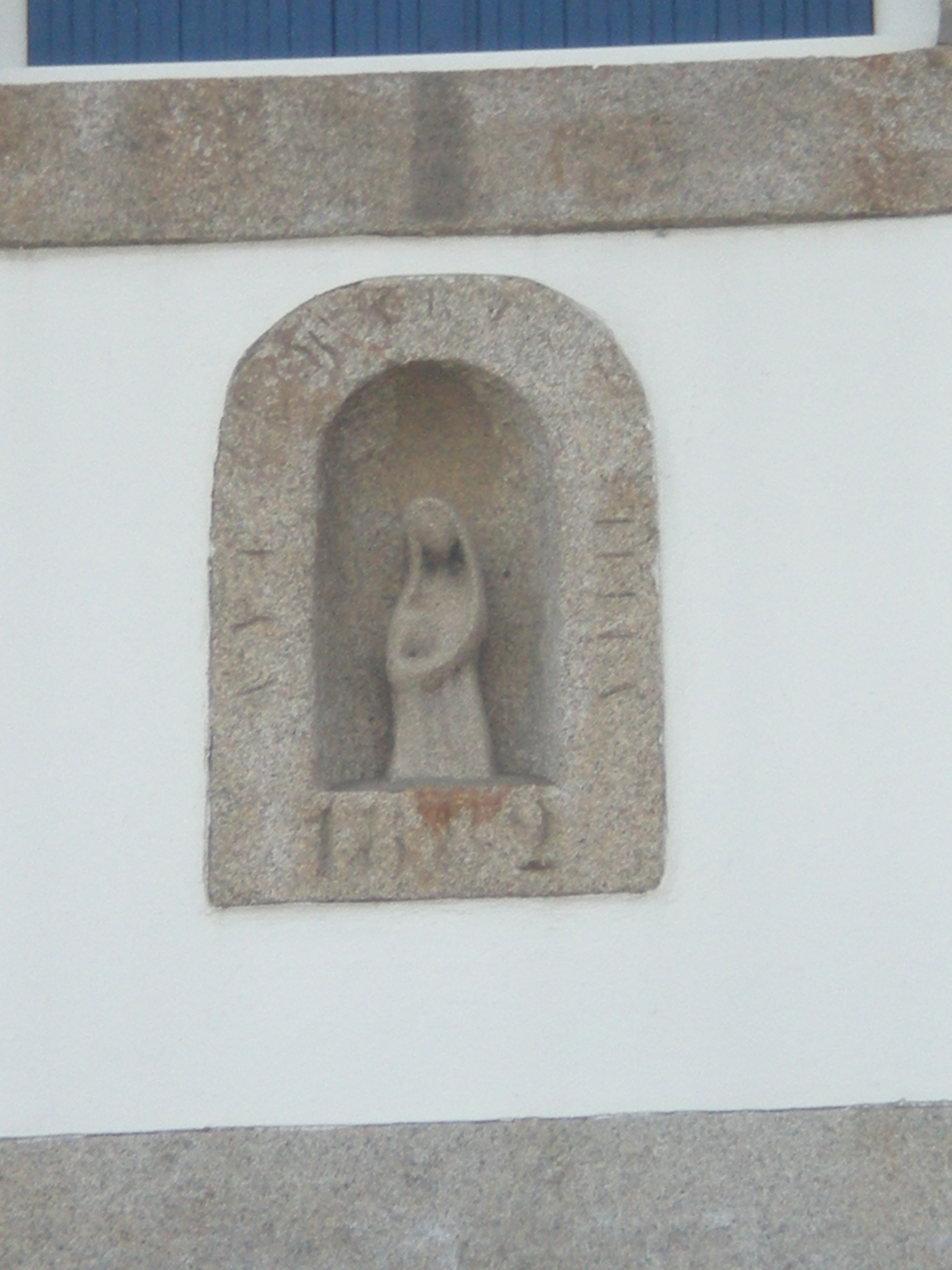
Statuette datée de 1882 sur une façade.

  - Statuette datée de 1882 dans une niche de façade de maison.

### Personnalités liées à la commune
- Lucien Petit-Breton, premier coureur cycliste à avoir remporté deux tours de France d'affilée, en 1907 et 1908, est enterré au cimetière de Pénestin et a donné son nom au complexe polyvalent de la commune.
- Jean Émile Laboureur, peintre, dessinateur, graveur et illustrateur français, né à Nantes en 1877, mort à Pénestin en 1943. Deux reproductions de ses œuvres sont visibles à Pénestin : l'une dans la salle du conseil de la mairie, la seconde face au centre nautique.
- Raphaëla le Gouvello véliplanchiste, ambassadrice du développement durable
- Geneviève (1913-2009), pseudonyme de Geneviève Pezet, artiste peintre et sculptrice née White à Sandpoint (États-Unis). En France depuis 1947 où elle fut élève d'André Lhote et Ossip Zadkine, elle vivait à Pénestin où l'église Saint-Gildas conserve d'elle un important christ en bronze.

### Gastronomie
L'élevage de moule sur bouchots s'est implantée dans l'estuaire de la Vilaine à partir de la fin du XIXe siècle. Auparavant on se contentait d'exploiter les gisements naturels. 
Plusieurs fêtes sont associées à la moule de bouchot à Pénestin, capitale de la moule de bouchot de Bretagne Sud. La Fête de la Moule est organisée depuis 1995 par les parents d’élèves de l’école privée Saint-Gildas, tous les premiers dimanches d’août, avec des animations et des stands sur le port de Tréhiguier. La Journée de la mytiliculture et la soirée Mytilus sont organisées par la mairie de Pénestin depuis 2003 courant juillet, et la deuxième quinzaine d'août au port de Tréhiguier. Ils proposent la découverte des chantiers mytilicoles et de la maison de la Mytiliculture, musique, chants de marins, rock celtique, et la dégustation de moules frites. La mairie de Pénestin et la confrérie des Bouchoteurs (association crée en 2009 et adhérente de la Fédération nationale des Sites remarquables du goût depuis 2013) organisent chaque année les « Mouclades d'Automne » le premier week-end d'octobre depuis 2010. Le marché est animé par des dégustation de moules frites, des démonstrations de cuisine, d’œnologie, des expositions, des intronisations de personnalités dans la confrérie des Bouchoteurs avec défilé de dizaines de confréries venues de toute la France.
À la fin du XXe siècle, l'estuaire de la Vilaine autour de Pénestin est devenu la quatrième centre de production de moules de bouchots en France, après la baie du Mont Saint-Michel, la baie de Saint-Brieuc et la baie de l'Aiguillon. En 1997, un projet d'extension des concessions de moules de bouchot à Kervoyal en baie de Vilaine provoque la colère des communes voisines comme celle des touristes et des plaisanciers qui considèrent qu'elle va favoriser l'envasement de l'estuaire.
La moule de bouchot de Pénestin a été inscrite le 14 octobre 2020 au patrimoine culturel immatériel de France, une récompense qui vient consacrer un savoir-faire vieux de près de 150 ans. C'est l'aboutissement d'une démarche lancée en 2018 par la confrérie des Bouchoteurs. « Le taux de chair est bien plus élevé que celui d'autres moules. À Pénestin, l'été, on arrive à 35 % de taux de chair, c'est-à-dire que sur 1 kg de moules, il y a 350 grammes de chair. À titre de comparaison, dans d'autres régions, ce taux est compris entre 25 et 28 % ». Dans l'estuaire, la moule de bouchot représente une centaine d'emplois répartis dans une trentaine d'entreprises mytilicoles sur 215 ha de concessions dans le bassin de Pénestin.

### Héraldique
| Blason de Pénestin | Blason  | D'argent à l'ombre d'une nef de sable voguant sur une burelle ondée d'azur brochant sur une champagne d'or ; le tout enfermé dans une bordure gironnée d'or et d'azur. |
| Blason de Pénestin | Détails | Il y a là violation de la règle de contrariété des couleurs : ces armes sont fautives (argent sur or). Le statut officiel du blason reste à déterminer.                |